# Perisphinctes
A Perisphinctes a fejlábúak (Cephalopoda) osztályának fosszilis Ammonitida rendjébe, ezen belül a Perisphinctidae családjába tartozó nem.

## Tudnivalók
A Perisphinctes-fajok a középső jura kor végétől, azaz a callovi nevű korszaktól, egészen a késő juráig, vagyis a tithon korszakig maradtak fent, mindegy 164,7-145,5 millió évvel ezelőtt. Maradványaikat a következő helyeken és országokban találták meg: Algéria, Antarktisz, Argentína, Chile, az Egyesült Királyság, Egyiptom, Etiópia, Franciaország, India, Irán, Japán, Jemen, Kalifornia, Kuba, Lengyelország, Madagaszkár, Magyarország, Németország, Olaszország, Oroszország, Portugália, Románia, Spanyolország, Svájc, Szaúd-Arábia és Ukrajna.

## Rendszerezés
A nembe az alábbi 8 alnem és 23 faj tartozik:
- Perisphinctes (Antilloceras) Wierzbowski, 1976
  - Perisphinctes prophetae Gygi & Hillebrandt, 1991
- Perisphinctes (Arisphinctes)
  - Perisphinctes tenuis Enay, 1966
- Perisphinctes (Dichotomoceras)
  - Perisphinctes bifurcatus Quenstedt, 1846
- Perisphinctes (Dichotomosphinctes)
  - Perisphinctes kiritaniensis Sato, 1962
  - Perisphinctes muhlbachi Hyatt, 1894
- Perisphinctes (Discosphinctes)
  - Perisphinctes virgulatiformis Hyatt, 1894
- Perisphinctes (Kranaosphinctes)
  - Perisphinctes matsushimai Yokoyama, 1904
  - Perisphinctes promiscuus Bukowski, 1887
- Perisphinctes (Prososphinctes)
  - Perisphinctes mazuricus Bukowski, 1887
- Perisphinctes (Subdiscosphinctes) Malinowska 1972
  - Perisphinctes lucingae Favre, 1875
  - Perisphinctes mindowe Siemiradzki, 1891

Az alábbi fajok még nincsenek alnemekbe foglalva:
- Perisphinctes abadiensis Choffat, 1893
- Perisphinctes arussiorum Dacque, 1905
- Perisphinctes birmensdorfensis Moesch, 1867
- Perisphinctes choffati Dacque, 1905
- Perisphinctes gallarum Dacque, 1905
- Perisphinctes hillebrandti Parent, 2006
- Perisphinctes jubailensis Arkell, 1952
- Perisphinctes parandieri De Loriol, 1903
- Perisphinctes picteti de Loriol, 1898
- Perisphinctes roubyanus Fontannes, 1879
- Perisphinctes stenocyclus Fontannes, 1879
- Perisphinctes variocostatus Buckland, 1836 - típusfaj

## Fordítás
- Ez a szócikk részben vagy egészben  a   Perisphinctes című angol Wikipédia-szócikk ezen változatának fordításán alapul.  Az eredeti cikk szerkesztőit annak laptörténete sorolja fel. Ez a jelzés csupán a megfogalmazás eredetét és a szerzői jogokat jelzi, nem szolgál a cikkben szereplő információk forrásmegjelöléseként.